# Herreria grandiflora
Herreria grandiflora là một loài thực vật có hoa trong họ Măng tây. Loài này được Griseb. mô tả khoa học đầu tiên năm 1875.